# Class of 1999
Class of 1999 er en amerikansk film fra 1990 af Mark L. Lester.

## Medvirkende
- Bradley Gregg som Cody Culp
- Traci Lind som Christie Langford
- John P. Ryan som Mr. Hardin
- Pam Grier som Miss Connors
- Patrick Kilpatrick som Mr. Bryles
- Stacy Keach som Dr. Robert "Bob" Forrest
- Malcolm McDowell som Dr. Miles Langford
- Joshua John Miller som Angel Culp